# マリウス・ジャン・アントナン・メルシエ
マリウス・ジャン・アントナン・メルシエ（フランス語: Marius Jean Antonin Mercié, 1845年10月30日 - 1916年12月13日）は、フランスの画家、彫刻家。

## 生涯
トゥールーズに生まれる。パリのエコール・デ・ボザールで学び、彫刻家のアレクサンドル・ファルギエールとフランソワ・ジョフロワに師事した。
1868年にローマ賞を受賞した。1871年にサロン・ド・パリで発表された『ダヴィデ像』と、1875年の『敗者への栄誉（Gloria Victis）』が初期の代表作として知られており、特に『ダヴィデ像』はドナテッロのダヴィデ像と同様の、剣をかざした裸のダビデが、ゴリアテの頭を踏みつける構図のブロンズ彫刻として著名である。これらが評価されてサロン名誉勲章を授与された。
1878年の第3回パリ万博で名誉勲章を、1889年の第4回パリ万博で大賞を受賞した。1891年に芸術アカデミーのメンバーに選出され、美術学校で製図と彫刻の教授職に就任した。その後、レジオンドヌール勲章のグラントフィシエを授与された。1913年にフランス芸術家協会の会長に就任した。
1916年12月13日にパリ6区で死去。最終的にテッレカバード墓地に埋葬された。

## 作品

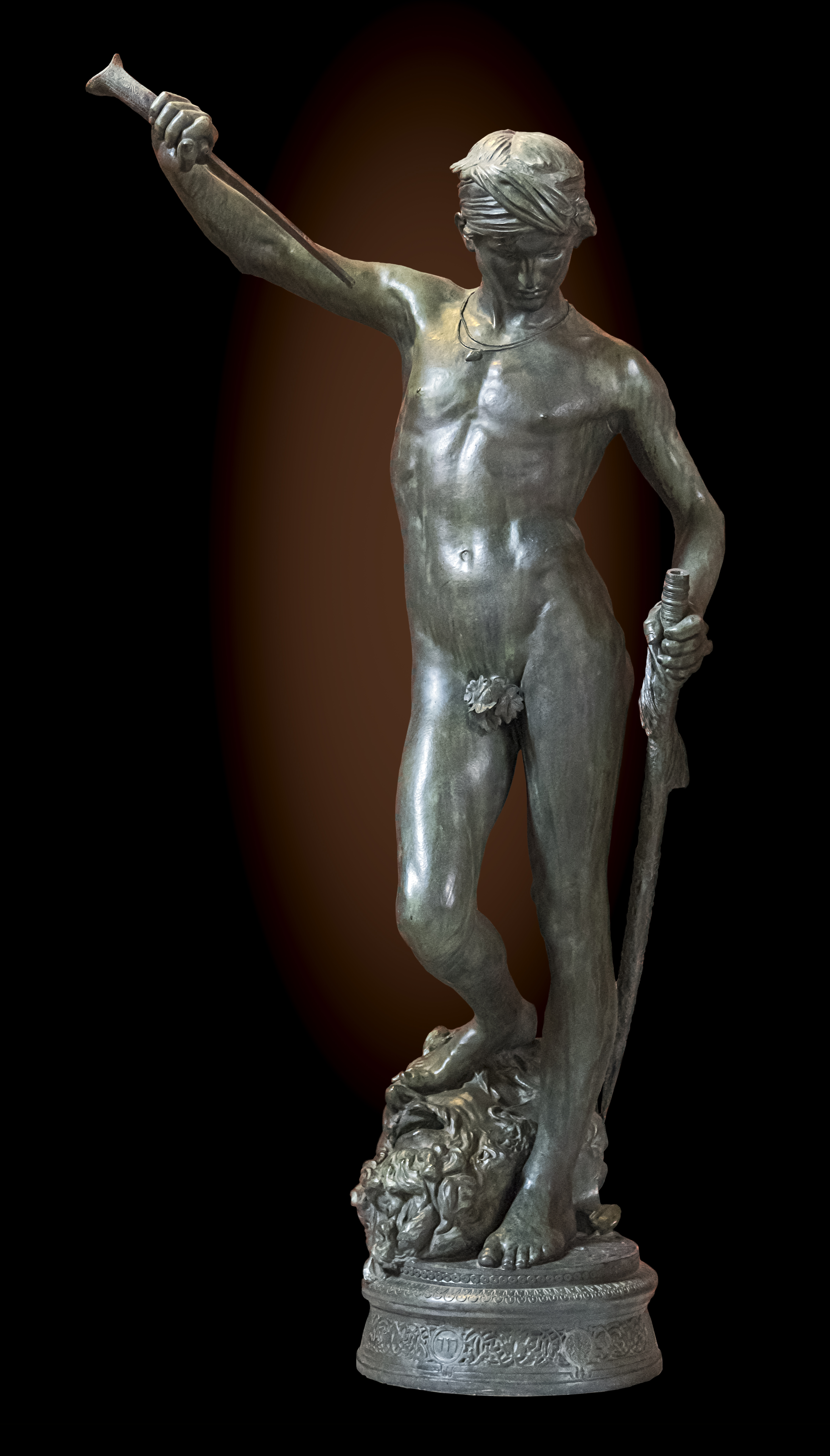
ダヴィデ像（オーギュスタン美術館蔵）
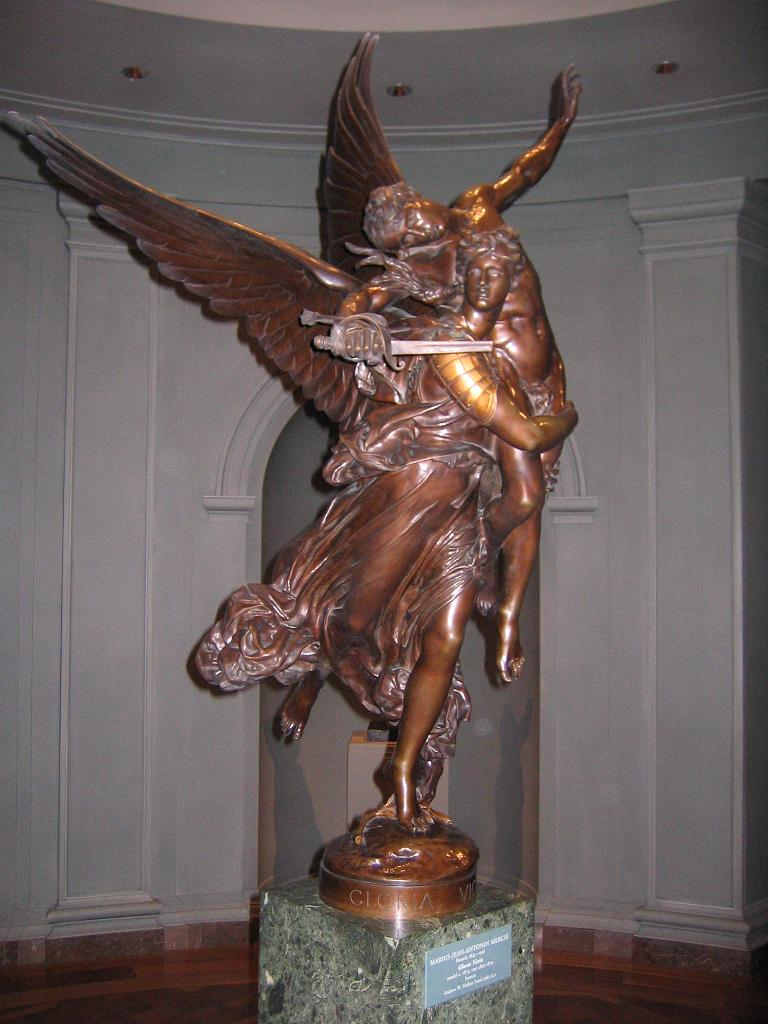
敗者への栄誉（ナショナル・ギャラリー蔵）